# Grand-Camp, Eure
Grand-Camp är en kommun i departementet Eure i regionen Normandie i norra Frankrike. Kommunen ligger i kantonen Broglie som tillhör arrondissementet Bernay. År 2022 hade Grand-Camp 458 invånare.

## Befolkningsutveckling
Antalet invånare i kommunen Grand-Camp
Referens:INSEE